# بيتي بوستلثويت
بيتي بوستلثويت (بالإنجليزية: Pete Postlethwaite)‏ (و. 1946 – 2011 م) هو ممثل تلفزي، وممثل أفلام، وممثل تعبيري، وممثل مسرحي بريطاني، توفي في شروزبري، عن عمر يناهز 65 عاماً، بسبب سرطان البنكرياس.

## التعليم
تعلم في مدرسة بريستول أولد فيك المسرحية.

## جوائز وترشيحات
حصل على جوائز منها:
- جائزة الأوسكار لأفضل ممثل مساعد، عن عمل: باسم الأب (1993)

ترشح لـ:
- جائزة الأوسكار لأفضل ممثل مساعد، عن عمل: باسم الأب (1993).

## وصلات خارجية
- بيتي بوستلثويت على موقع IMDb (الإنجليزية)
- بيتي بوستلثويت على موقع روتن توميتوز (الإنجليزية)
- بيتي بوستلثويت على موقع ألو سيني (الفرنسية)
- بيتي بوستلثويت على موقع ميوزك برينز (الإنجليزية)
- بيتي بوستلثويت على موقع تيرنر كلاسيك موفيز (الإنجليزية)
- بيتي بوستلثويت على موقع أول موفي (الإنجليزية)
- بيتي بوستلثويت على موقع قاعدة بيانات برودواي على الإنترنت (الإنجليزية)
- بيتي بوستلثويت على موقع قاعدة بيانات الأفلام السويدية (السويدية)
- بيتي بوستلثويت على موقع إن إن دي بي (الإنجليزية)
- بيتي بوستلثويت على موقع قاعدة بيانات الفيلم (الإنجليزية)